# Waterteju's
Waterteju's (Neusticurus) zijn een geslacht van hagedissen uit de familie Gymnophthalmidae.
De groep werd voor het eerst wetenschappelijk beschreven door André Marie Constant Duméril en Gabriel Bibron in 1839. Er zijn vijf soorten die voorkomen in delen van Zuid-Amerika. Vroeger was het soortenaantal hoger maar veel soorten zijn in andere geslachten ondergebracht, zoals Potamites.
De waterteju's hebben een langwerpig rond lichaam met goed ontwikkelde poten. De staart is zijwaarts afgeplat. Waterteju's zijn waterminnend en kunnen goed zwemmen. Ze leven langs de oevers van rivieren.

## Soortenlijst
| Soorten uit het geslacht Neusticurus | Soorten uit het geslacht Neusticurus | Soorten uit het geslacht Neusticurus                |
| ------------------------------------ | ------------------------------------ | --------------------------------------------------- |
| Naam                                 | Auteur                               | Verspreidingsgebied                                 |
| Neusticurus bicarinatus              | Linnaeus, 1758                       | Brazilië, Guyana, Frans-Guyana, Suriname, Venezuela |
| Neusticurus medemi                   | Dixon & Lamar, 1981                  | Colombia, Venezuela                                 |
| Neusticurus racenisi                 | Roze, 1958                           | Brazilië, Venezuela                                 |
| Neusticurus rudis                    | Boulenger, 1900                      | Brazilië, Guyana, Frans-Guyana, Suriname, Venezuela |
| Neusticurus tatei                    | Boulenger, 1900                      | Venezuela                                           |